# Хан, Шахрух
Ша́хрух Хан (хинди शाहरुख़ ख़ान, урду شاہ رخ خان‎, [ʃaːɦ.ɾʊx.xaːn], англ. Shah Rukh Khan; также SRK; род. 2 ноября 1965, Нью-Дели) — индийский актёр, продюсер и телеведущий. Также известен как «король Болливуда», «король Кхан». Рекордсмен по количеству выигранных Filmfare Award за лучшую мужскую роль. Награждён четвёртой по высоте гражданской наградой Индии Падма Шри в 2005 году, французскими орденом Искусств и литературы в 2007 и орденом Почётного легиона в 2014.

## Биография
Родился 2 ноября 1965 года в Нью-Дели в семье пуштунов. Помимо него в семье есть старшая сестра Шехназ. Его отец Тадж Мухаммад Хан — адвокат, переехал в Нью-Дели из Пешавара до раздела Индии. Семья матери Фатимы была родом из Равалпинди, ныне — также Пакистан.
Шахрух Хан окончил школу в Нью-Дели, а затем, в 1988 году, — Делийский университет по специальности «экономика». После этого учился в университете на магистра по специальности «массовые коммуникации», однако предпочёл карьеру актёра.
Дебютировал в качестве актёра на телевидении в 1988 году и сыграл в нескольких телесериалах.

### 1990-е годы
В кино Шахрух решил сниматься после переезда в Бомбей из Дели. Первым фильмом, на который он подписал контракт, стал «Танцовщица кабаре» Хемы Малини. Однако первым на экраны в 1992 году вышел «Безумная любовь». За эту роль он получил Filmfare Award за лучший дебют. В том же году вышел фильм «Мечты джентльмена», став первым фильмом, где он сыграл вместе с Джухи Чавла.
В 1993 году Шахрух снялся в ролях антигероев сразу в двух фильмах — «Жизнь под страхом» и «Игра со смертью». За роль в последнем, где он изобразил неоднозначного персонажа, убивающего влюблённую в него девушку из мести, он был удостоен своей первой Filmfare Award за лучшую мужскую роль. В том же году вышли фильмы, где он сыграл положительных героев, «Влюблённый король», где ему досталась второстепенная роль брата главного героя, и «Госпожа Майя».
В 1994 году актёр вновь сыграл отрицательную роль в фильме Рахула Равайла «Каприз», за которую получил Filmfare Award за лучшее исполнение отрицательной роли. В том же году вышел фильм «Сезон любви», где он сыграл влюблённого музыканта, который по его словам стал его любимой ролью.
Вторую награду Filmfare Шахрух получил за роль в фильме 1995 года «Непохищенная невеста». Этот фильм собрал в кинотеатрах 12 миллиардов рупий, став одним из самых кассовых в истории индийского кино.
В 1996 году все четыре фильма с его участием проваливались в прокате. Но в 1997 году решил исправить положение, когда на экраны вышел фильм «Сумасшедшее сердце», где его герой театральный режиссёр, который попадает в любовный треугольник. Фильм имел коммерческий успех. Через год вышли фильмы «Двойник», где Шахрух сыграл двойную роль, который однако не имел успеха в прокате, и «Любовь с первого взгляда», где он сыграл корреспондента All India Radio, который оказывается увлечённым таинственной террористкой. И последний фильм, который вышел в том году — «Всё в жизни бывает».
В 1999 году с его участием вышел только один фильм — «Бадшах», где он сыграл вместе с Твинкл Кханна, который однако не имел успеха в прокате. В 2000 году Шахрух совместно с Джухи Чавла и её мужем Джаем Мехта основал кинокомпанию Dreamz Unlimited. Первым фильмом, который они выпустили в качестве продюсеров, стал «Трепетные сердца», где они исполнили роли корреспондентов. Этот фильм также стал кассовым провалом. В том же году вышел двуязычный фильм Камала Хасана «Дыхание времени», где он сыграл археолога Амджада Хана. Это была единственная работа Хана в южно-индийском кинематографе. Через год вышли два его фильма «И в печали, и в радости» и «Император» (другое название «Ашока»), где он сыграл императора Ашоку, фильм показывали на Венецианском кинофестивале и на кинофестивале в Торонто. На родине он получил положительную оценку, но провалился в прокате.

### 2000-е годы
В 2002 году вышел фильм «Девдас», где он сыграл одноимённого героя, ставшего алкоголиком. На тот момент фильм был самым дорогим в истории Болливуда. Также это был второй фильм, где актёр сыграл вместе с Айшварией Рай, и четвёртым вместе с Мадхури Дикшит. В 2003 году вышел фильм «Дорогами любви», где он сыграл вместе с Рани Мукерджи. фильм имел коммерческий успех и стал последним для компании «Dreamz Unlimited» под старым названием, перед тем как в 2004 году он совместно с женой Гаури переформировал её в Red Chillies Entertainment. Совладельцами Red Chillies Entertainment по-прежнему остались Джухи Чавла и Джай Мехта.
В 2003 году Шахруху сделали операцию на позвоночнике в больнице Веллингтона в Лондоне.
2004 год был успешным для Шахруха. Вышли два фильма «Я рядом с тобой!» и «Вир и Зара», оба получившие коммерческий успех.
В том же году вышел фильм «Возвращение на родину», где его герой учёный НАСА, который возвращается на родину, чтобы отыскать свои корни.
В 2007 году вышел фильм «Индия, вперёд!», где его герой бывший игрок сборной по хоккею на траве, который тренирует женскую сборную. В том же году вышел фильм «Когда одной жизни мало» Фары Хан, где Хан сыграл актёра массовки в 1970-х и суперзвезду 2000-х. Фильм стал дебютом для Дипики Падуконе. Оба фильма имели коммерчески успех в стране и за границей.
В 2008 году вышел фильм «Эту пару создал Бог», его герой Суриндир Сахни застенчивый человек с низкой самооценкой, чья любовь к его молодой жене помогает ему открыть в себе новую сторону. Фильм имел коммерческий успех.

### 2010-е
В 2010 году вышел фильм Карана Джохара «Меня зовут Кхан». Этот фильм подвергся резкой критике со стороны националистической индуистской организации «Шив сена», члены которой устроили беспорядки и были арестованы во время предварительного показа фильма в Мумбаи. Фильм повествует о путешествии мужчины-мусульманина, страдающего синдромом Аспергера, по США после террористического акта 11 сентября 2001 года. Получив за эту роль Filmfare, Шахрух сравнялся по количеству наград в категории «Лучший актёр» с рекордсменом данной номинации Дилипом Кумаром (8).
В 2012 году вышел фильм «Пока я жив», который стал первым фильмом в его карьере, где он поцеловал исполнительницу женской роли. А также вторым, где он сыграл вместе с Анушкой Шармой и первым с Катриной Каиф. Фильм имел коммерческий успех.
В 2013 году снялся в комедии «Ченнайский экспресс», ставшем вторым фильмом, где он сыграл вместе с Дипикой Падуконе. Картина имела коммерческий успех и продержалась в статусе самого кассового фильма Болливуда 4 месяца, до выхода «Байкеры 3». В 2014 году вышел фильм «С Новым годом!», где он исполнил роль бойца без правил, который подбирает команду, чтобы украсть алмазы в Дубае, параллельно участвуя в танцевальном конкурсе. Фильм также как предыдущий имел коммерческий успех. В 2016 году состоялась премьера триллера «Фанат», где он сыграл двойную роль: суперзвезду Арьяна Кханну и его фаната Гаурава Чандну. Ради второй из ролей ему делали специальный грим, чтобы его герой выглядел моложе. В том же году он появился в фильме «Дорогая жизнь», где его герой — психолог, который помогает главной героине. Фильм имел коммерческий успех.
В 2017 году вышел фильм «Богатей», где он сыграл контрабандиста, который превратился в гангстера. Фильм имел коммерческий успех и стал первым его фильмом, который был запрещён в Пакистане.
В том же году в другой картине «Когда Гарри встретил Седжал» он снова появился на экранах вместе с Анушкой Шармой. Фильм снимали в нескольких городах мира, но это не уберегло его от провала в прокате. В конце 2018 года в прокат вышел фильм «Ноль» Ананда Л. Рая, где он сыграл карлика, который попадает в любовный треугольник между актрисой-алкоголиком и учёной с ДЦП. Кассовые сборы были на уровне, однако не смогли покрыть колоссальный бюджет, что привело к провалу. В связи с провалом данного фильма, Шахрух временно прекратил сниматься в кино вплоть до ноября 2020 года, когда в сеть попали первые фотографии со съёмок фильма с рабочим названием "Pathan".

## Личная жизнь
После смерти обоих родителей, в 1991 году, переехал в Бомбей. В том же году, 25 октября, Шахрух женился на Гаури Чиббер из индуистской семьи. По словам самого Хана, хотя он продолжает оставаться мусульманином, он также ценит религию жены. От этого брака 13 ноября 1997 года родился сын Арьян, а 23 мая 2000 года — дочь Сухана, которые также следуют обоим вероисповеданиям. 27 мая 2013 года у Шахруха и его жены Гаури родился третий ребёнок от суррогатной матери. Мальчика назвали АбРам.

## Фильмография

### Актёр
| Год  |     | Русское название                     | Оригинальное название                        | Роль                                    |
| ---- | --- | ------------------------------------ | -------------------------------------------- | --------------------------------------- |
| 1988 | с   | Новобранец                           | Fauji                                        | Абхиманью Рай (1)                       |
| 1989 | тф  | Злоключения Энни                     | In which Annie gives it those ones           | старшеклассник                          |
| 1989 | с   | Цирк                                 | Circus                                       | Шекхраван                               |
| 1991 | мтф | Идиот                                | Idiot                                        | Паван Рагхуджан                         |
| 1992 | ф   | Безумная любовь                      | Deewana                                      | Раджа Сахаи                             |
| 1992 | ф   | Чары колдовские                      | Chamatkar                                    | Сундер Шривастав                        |
| 1992 | ф   | Танцовщица кабаре                    | Dil Aashna Hai (…The Heart Knows)            | Каран Сингх                             |
| 1992 | ф   | Мечты джентльмена                    | Raju Ban Gaya Gentleman                      | Радж Матхур «Раджу»                     |
| 1993 | ф   | Госпожа Майя                         | Maya                                         | Лалит                                   |
| 1993 | ф   | Первое очарование                    | Pehla Nasha …                                | играет самого себя                      |
| 1993 | ф   | Игра со смертью                      | Baazigar                                     | Аджай Шарма / Викки Малхотра            |
| 1993 | ф   | Жизнь под страхом                    | Darr                                         | Рахул Мехра                             |
| 1993 | ф   | Влюблённый король                    | King Uncle                                   | Анил Бансал                             |
| 1994 | ф   | Сезон любви                          | Kabhi Haan Kabhi Naa                         | Сунил                                   |
| 1994 | ф   | Каприз                               | Anjaam                                       | Виджай Агнихотри                        |
| 1995 | ф   | Самоотверженная любовь               | Guddu                                        | Гудду Бахадур                           |
| 1995 | ф   | Непохищенная невеста                 | Dilwale Dulhania Le Jayenge                  | Радж Малхотра                           |
| 1995 | ф   | Каран и Арджун                       | Karan Arjun                                  | Арджун Сингх / Виджай                   |
| 1995 | ф   | Бог знает                            | Ram Jaane                                    | Рам Джаане                              |
| 1995 | ф   | Время сумасшедших влюблённых         | Zamaana Deewana                              | Рахул Сингх                             |
| 1995 | ф   | Дорогая, это Индия                   | Oh Darling Yeh Hai India                     | Хиро (Герой)                            |
| 1995 | ф   | Три брата                            | Trimurti                                     | Роми Сингх/Бхоли                        |
| 1996 | ф   | Страстная любовь                     | Chaahat                                      | Руп Сингх Ратход                        |
| 1996 | ф   | Индийский наследник английской семьи | English Babu Desi Mem                        | Гопал Майюр и его сыновья Хари и Викрам |
| 1996 | ф   | Мстительница                         | Army                                         | Арджун                                  |
| 1997 | ф   | Любовь без слов                      | Koyla                                        | Шанкар                                  |
| 1997 | ф   | Как боссу утёрли нос                 | Yes Boss                                     | Рахул                                   |
| 1997 | ф   | Сумасшедшее сердце                   | Dil To Pagal Ha                              | Рахул                                   |
| 1997 | ф   | Обманутые надежды                    | Pardes                                       | Арджун Сагар                            |
| 1997 | ф   |                                      | Gudgudee                                     | камео                                   |
| 1998 | ф   |                                      | Dushman Duniya ka                            | Бадру                                   |
| 1998 | ф   | Двойник                              | Duplicate                                    | повар Баблу Чаудхари, бандит Ману Дада  |
| 1998 | ф   | Неожиданность                        | Achanak…                                     | играет самого себя                      |
| 1998 | ф   | Любовь с первого взгляда             | Dil Se…                                      | Амаркант Варма                          |
| 1998 | ф   | Всё в жизни бывает                   | Kuch Kuch Hota Hai                           | Рахул Кханна                            |
| 1998 | ф   | Жених из Бомбея                      | Premante Idera                               | камео                                   |
| 1999 | ф   | Бадшах                               | Baadshah                                     | Радж / Бадшах                           |
| 2000 | ф   | Трепетные сердца                     | Phir Bhi Dil Hai Hindustani                  | Аджай Бакши                             |
| 2000 | ф   | Дыхание времени                      | Hey Ram                                      | Амджад Али Хан                          |
| 2000 | ф   | Каждое любящее сердце                | Har Dil Jo Pyar Karega…                      | Рахул                                   |
| 2000 | ф   | Влюблённые                           | Mohabbatein                                  | Радж Арьян Малхотра                     |
| 2000 | ф   | Тайна женщины                        | Gaja Gamini                                  | Шахрух                                  |
| 2000 | ф   | Азарт любви                          | Josh                                         | Макс                                    |
| 2001 | ф   | Опекун                               | One 2 Ka 4                                   | Арун Верма                              |
| 2001 | ф   | Император                            | Asoka                                        | Ашока                                   |
| 2001 | ф   | И в печали, и в радости              | Kabhi Khushi Kabhie Gham…                    | Рахул Райчанд                           |
| 2002 | ф   | Девдас                               | Devdas                                       | Девдас Мукерджи                         |
| 2002 | ф   | Единственная                         | Hum Tumhare Hain Sanam                       | Гопал                                   |
| 2002 | ф   | Сабрина в Болливуде                  | Sabrina’s Bollywood …                        | играет самого себя                      |
| 2002 | ф   | Вернуть сына                         | Shakthi: The Power                           | Джайсингх                               |
| 2002 | ф   | Анатомия любви                       | Saathiya                                     | Яшвант Рао                              |
| 2003 | ф   | Больше, чем жизнь                    | Larger Than Life …                           | играет самого себя                      |
| 2003 | ф   | Дорогами любви                       | Chalte Chalte                                | Радж Матхур                             |
| 2003 | ф   | Наступит завтра или нет              | Kal Ho Naa Ho                                | Аман Матхур                             |
| 2004 | ф   | С любимыми не расставайтесь          | Yeh Lamhe Judaai Ke                          | Душант                                  |
| 2004 | док | Внутренний/Внешний мир Шахрух Хана   | The Inner/The Outer World Of Shah Rukh Khan… | играет самого себя                      |
| 2004 | ф   | Я рядом с тобой!                     | Main Hoon Na                                 | майор Рам Прасад Шарма                  |
| 2004 | ф   | Вир и Зара                           | Veer-Zaara                                   | Вир Пратап Сингх                        |
| 2004 | ф   | Возвращение на Родину                | Swades: We, the People                       | Мохан Бхаргав                           |
| 2005 | ф   | Глаз Тигра                           | Kaal                                         | Приглашённая звезда                     |
| 2005 | ф   | Встреча в аэропорту                  | Kuchh Meetha Ho Jaye …                       | играет самого себя                      |
| 2005 | ф   | Искусство любить                     | Silsiilay                                    | Сутрадхар                               |
| 2005 | ф   | Загадка любви                        | Paheli                                       | Кишанлал / Призрак                      |
| 2006 | ф   | Чужой                                | Alag: He Is Different…. He Is Alone…         | приглашённая звезда                     |
| 2006 | ф   | Никогда не говори «Прощай»           | Kabhi Alvida Naa Kehna                       | Дев Саран                               |
| 2006 | ф   | Дон. Главарь мафии                   | Don                                          | Дон / Виджай                            |
| 2006 | ф   | Я вижу тебя                          | I See You                                    | уличный гитарист                        |
| 2007 | ф   | Вперёд, Индия!                       | Chak De! India                               | Кабир Хан                               |
| 2007 | ф   | Привет, малышка!                     | Heyy Babyy                                   | Радж Мальхотра                          |
| 2007 | ф   | Когда одной жизни мало               | Om Shanti Om                                 | Ом Пракаш Макиджа / Ом Капур            |
| 2008 | ф   | Призрак виллы Натхов                 | Bhoothnath                                   | Адитья Шарма                            |
| 2008 | ф   | Четвёрка сумасшедших                 | Krazzy 4                                     | приглашённая звезда                     |
| 2008 | ф   | Талисман удачи                       | Kismat Konnection                            | рассказчик, озвучка                     |
| 2008 | ф   | Мужество                             | Shaurya                                      | рассказчик                              |
| 2008 | ф   | Эту пару создал бог                  | Rab Ne Bana Di Jodi                          | Суриндер «Сури» Сахни / Радж            |
| 2009 | ф   | Парикмахер Биллу                     | Billu                                        | Сахир Хан                               |
| 2009 | ф   | Шанс на удачу                        | Luck by Chance                               | играет самого себя                      |
| 2010 | ф   | Разыскивается жених                  | Dulha Mil Gaya                               | Паван Радж Ганди (ПРГ)                  |
| 2010 | ф   | Шакрукх Кхан сказал: «Ты красивая»   | Shakrukh bola: «Khubsurat hai tu»            | играет самого себя                      |
| 2010 | мф  |                                      | Koochie Koochie Hota Hai                     | Рокки, озвучка                          |
| 2010 | ф   | Меня зовут Кхан                      | My name is Khan                              | Ризван Кхан                             |
| 2011 | ф   | РА. Первый                           | RA. One                                      | Шек Хар / Джи Ван                       |
| 2011 | ф   | Любовь, расставания, жизнь           | Love Breakups Zindagi                        | играет самого себя                      |
| 2011 | ф   | Дон. Главарь мафии 2                 | Don 2                                        | Дон                                     |
| 2012 | ф   | Пока я жив                           | Jab Tak Hai Jaan                             | Самар Ананд                             |
| 2013 | ф   | Бомбейские истории                   | Bombay Talkies                               | приглашённая звезда                     |
| 2013 | ф   | Ченнайский экспресс                  | Chennai Express                              | Рахул Митайвала                         |
| 2014 | ф   | Возвращение призрака Натха           | Bhoothnath Returns                           | Адитья Шарма (эпизод)                   |
| 2014 | ф   | С Новым годом!                       | Happy New Year                               | Чарли / Чандра Мохан Шарма              |
| 2015 | ф   | Влюблённые                           | Dilwale                                      | Радж Бакши / Кали                       |
| 2016 | ф   | Фанат                                | Fan                                          | Арьян Хан и Гаурав Чандра               |
| 2016 | ф   | Дела сердечные                       | Ae Dil Hai Mushkil                           | художник Тахир                          |
| 2016 | ф   | Дорогая жизнь                        | Dear Zindagi                                 | Джахангир Кхан                          |
| 2017 | ф   | Богатей                              | Raees                                        | Раис Алам                               |
| 2017 | ф   | Свет надежды                         | Tubelight                                    | маг Гого Паша                           |
| 2017 | ф   | Когда Гарри встретил Седжал          | Jab Harry Met Sejal                          | Хариндер «Харри» Сингх Нехра            |
| 2018 | ф   | Ноль                                 | Zero                                         | Бауа Сингх                              |
| 2022 | ф   |                                      | Rocketry:The Nambi Effect                    | приглашённая звезда                     |
| 2022 | ф   | Лал Синх Чадха                       | Laal Singh Chaddha                           | играет самого себя                      |
| 2022 | ф   | Брахмастра                           | Brahmastra                                   | Мохан Бхаргав                           |
| 2023 | ф   | Патхан                               | Pathan                                       | агент Фероз Патхан                      |
| 2023 | ф   | Солдат                               | Jawan                                        | Азад Ратхор/ Викрам Ратхор              |
| 2023 | ф   | Тигр 3                               | Tiger 3                                      | агент Фероз Патхан                      |
| 2023 | ф   | Дунки                                | Dunki                                        | Харди/ Хардиал Сингх Дхилон             |

### Продюсер
- «Ченнайский экспресс» / Chennai Express (2013)
- «Эту пару создал Бог» / Rab Ne Bana Di Jodi (2008)
- «Когда одной жизни мало» / Om Shanti Om (2007)
- «Загадка любви» / Paheli (2005)
- «Глаз Тигра» / Kaal (2005)
- «Я рядом с тобой!» / Main Hoon Na (2004)
- «Дорогами любви» / Chalte Chalte (2003)
- «Император» / Asoka (2001)
- «Трепетные сердца» / Phir Bhi Dil Hai Hindustani (2000)
- «Ittefaq» (2017)
- «Badla» (2019)
- «Class of'83» (2020)
- «Bob Biswas» (2021)

### Сценарист
- «РА. Первый» / RA. One (2011)

### Телеведущий
В 2007 году Хан сменил Амитабха Баччана в качестве ведущего Kaun Banega Crorepati (версии телеигры Who Wants to Be a Millionaire? на языке хинди), которую вёл четыре месяца.
В апреле 2008 года Хан начал вести индийскую версию американской телеигры — «Кто умнее пятиклассника?» / Kya App Paanchvi Pass Se Toz Hain.
В феврале 2011 года Хан стал ведущим шоу Zor Ka Jhatka: Total Wipeout. Это реальное соревнование, включающее различные полосы препятствий (оригинальное название шоу — Wipeout).

### Съёмки в передачах
В 2004—2010 годах Хан принимал участие в ток-шоу Карана Джохара «Кофе с Караном» шесть раз.